# Maison étoilée (Budapest)

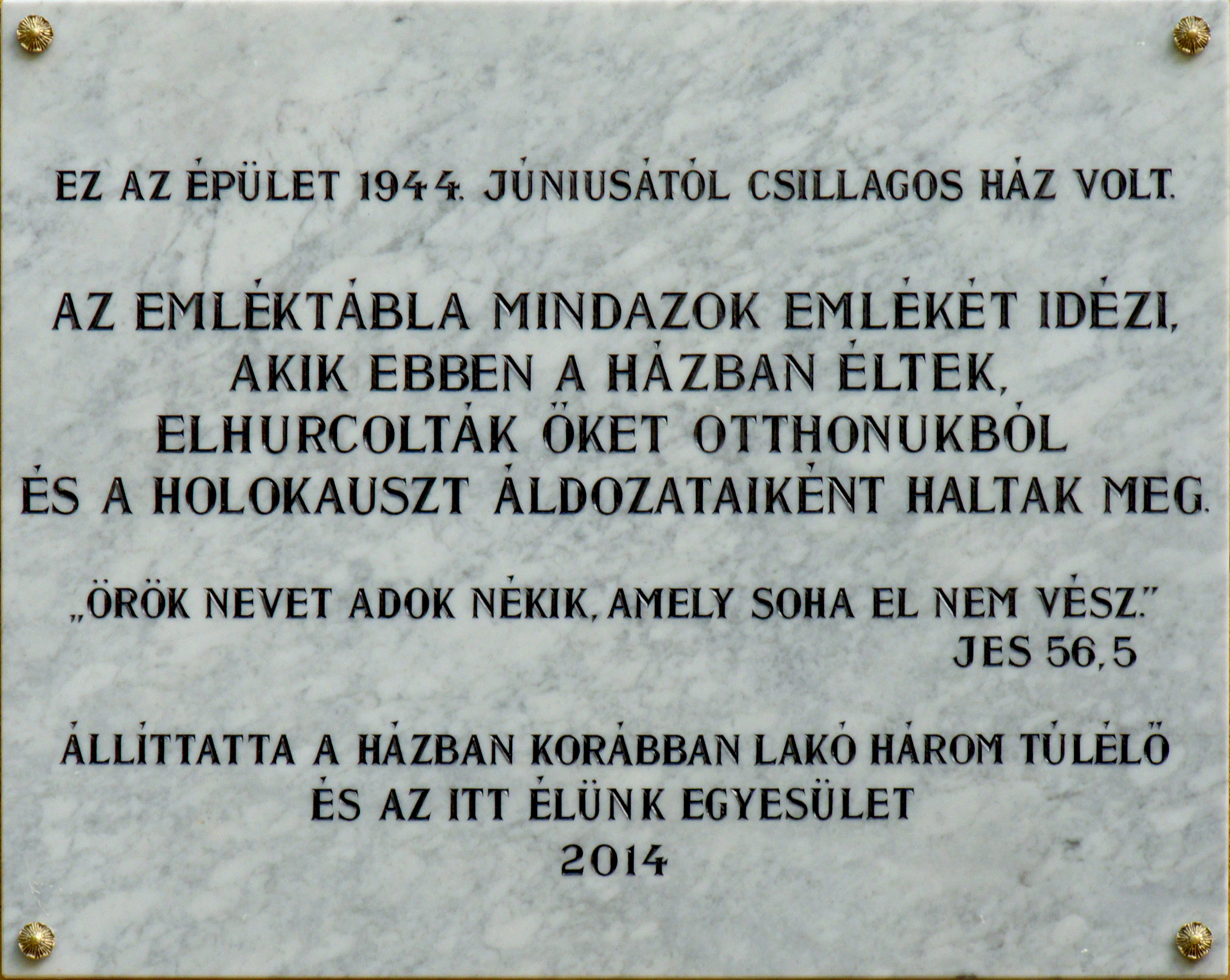
Plaque commémorative dans Nagyszombat utca.

Une maison étoilée (en hongrois : csillagos ház) désigne à Budapest toute maison que le bourgmestre pro-fasciste Ákos Doroghi Farkas a fait recenser comme « lieu d'habitation juive ». L'origine du nom réside dans le fait que chacune de ces habitations, immeubles compris, était flanquée d'une étoile jaune à son entrée. 

## Contexte historique
Le régent Horthy institue en 1920 la première loi antisémite d'Europe, qui crée un numerus clausus. Au début des années 1940, le mouvement antisémite gagne de plus en plus d'influence au sommet de l'État hongrois. Dès 1938, la « première loi anti-juive » exclut les Juifs de certaines professions. La liste de ces professions et des populations visées est élargie avec la « deuxième loi anti-juive (hu) » de 1939 et la « troisième loi anti-juive (hu) » de 1941. Après la prise de Budapest par le Troisième Reich en mars 1944, le gouvernement putschiste dirigé par le Parti des Croix fléchées décide d'accélérer la collaboration 
Dès le début du mois d'avril, l'étoile jaune est imposée aux Juifs. Au mois de mai commence alors la ghettoïsation puis la déportation massive des Juifs de province. Au début de l'été, la loi sur les maisons étoilées permet de faciliter la concentration des populations puis leur rafle.